# Екшън комедия
Екшън комедията е филмов жанр, съчетаващ елементи на екшън и комедия.
Екшън елементите играят централна роля в екшън комедиите и комедийни филми с отделни екшън сюжетни линии, като „От глупав по-глупав“ или „Агент XXL“, обикновено не се включват в жанра.
Макар да съществува от 30-те години на XX век, жанрът придобива популярност през 80-те години, когато известни комедийни актьори, като Еди Мърфи, започват да играят в екшън филми. Популярен вариант на жанра за комедиите с бойни изкуства, популяризирани от хонконгското кино от 80-те години, най-вече във филмите на Джаки Чан.